# Andreas Meklau
Andreas Meklau (Bruck an der Mur, 7 juni 1967) is een Oostenrijks voormalig motorcoureur.

## Carrière
In 1991 maakte Meklau zijn internationale motorsportdebuut in het wereldkampioenschap superbike, waarin hij op een Honda in vijf raceweekenden reed. In 1992 won hij de titel in het Oostenrijks kampioenschap superbike. Tevens reed hij in zeven weekenden van het WK superbike bij Ducati. Een twaalfde plaats in zijn thuisrace in Spielberg was hierin zijn beste resultaat.
In 1993 maakte Meklau de overstap naar de 500 cc-klasse van het wereldkampioenschap wegrace en reed hierin op een ROC Yamaha. Hij kwam enkel tot scoren met een dertiende plaats in de Grand Prix van Europa en eindigde zo met 3 punten op plaats 35 in het klassement. Hiernaast reed hij voor Ducati in drie weekenden van het WK superbike. In zijn thuisweekend in Spielberg won hij de eerste race en eindigde hij in de tweede race als derde. In 1994 reed hij een volledig seizoen in het WK superbike bij Ducati. Hij behaalde opnieuw twee podiumplaatsen in Spielberg en eindigde regelmatig in de top 10. Met 148 punten werd hij zesde in de eindstand. In 1995 was een zesde plaats in Salzburg zijn beste resultaat en werd hij met 72 punten dertiende in het klassement.
In 1996 kwam Meklau uit in het Oostenrijks kampioenschap superbike, waarin hij voor de tweede keer de titel won. Daarnaast reed hij in de helft van de races van het WK superbike, met een tiende plaats in Assen als beste resultaat. In 1997 waren twee achtste plaatsen in Phillip Island en Spielberg zijn beste resultaten in het WK superbike, waarin hij opnieuw in de helft van de races reed. Ook reed hij dat jaar zijn enige race in de wereldserie Supersport op een Ducati in de race in Hockenheim, waarin hij twintigste werd.
In 1998 won Meklau de titel in het Duits kampioenschap superbike en reed hij in vier weekenden van het WK superbike, met een negende plaats in Monza en twee in Misano als beste resultaten. In 1999 reed hij in tien van de dertien weekenden in het WK, waarin een zesde plaats in Hockenheim zijn beste resultaat was. Met 94 punten werd hij elfde in het klassement. In 2000 reed hij een volledig seizoen in de klasse. Hij behaalde opnieuw zijn beste resultaat met een zesde plaats in Hockenheim. Met 91 punten werd hij dertiende in de eindstand. In 2001 debuteerde hij in het Amerikaans kampioenschap superbike, waarin hij met 235 punten tiende werd.
Tussen 2003 en 2013 reed Meklau voornamelijk in de Duitse en Oostenrijkse superbike-kampioenschappen. In 2004 keerde hij eenmalig terug in het WK superbike, waarin hij voor Suzuki in het weekend op Oschersleben uitkwam als wildcardcoureur en de races als dertiende en tiende eindigde. In 2008, 2010, 2011 en 2013 werd hij kampioen in de Oostenrijkse klasse. Ook won hij in 2009 en 2011 in het Oostenrijks kampioenschap Superstock. In het Duitse kampioenschap won hij tussen 2003 en 2011 elf races. Enkel in 2003 reed hij voor Ducati, tussen 2004 en 2008 en vanaf 2010 reed hij op een Suzuki en in 2009 kwam hij uit voor Yamaha. In 2004 werd hij derde, achter Michael Schulten en Robert Ulm. In 2005 en 2006 werd hij tweede, achter respectievelijk Stefan Nebel en Jörg Teuchert. In 2007 werd hij derde achter Martin Bauer en Kai-Børre Andersen, terwijl hij in 2008 opnieuw derde werd achter Bauer en Teuchert.